# 조니 "기타" 왓슨
존 왓슨 주니어(John Watson Jr., 1935년 2월 3일 ~ 1996년 5월 17일)는 조니 "기타" 왓슨(Johnny "Guitar" Watson)으로도 알려진 미국의 블루스, 솔, 펑크 음악가, 싱어송라이터이다. T-본 워커 스타일의 화려한 쇼맨과 일렉트릭 기타리스트인 왓슨은 1950년대와 1960년대에 걸쳐 약간의 성공을 거두었다. 1970년대에 펑크 오버 톤으로 창작한 왓슨은 〈Ain't That a Bitch〉와 〈Superman Lover〉를 히트시켰다. 그의 성공적인 녹음 경력은 40년간 지속되었으며, 1977년 노래 〈A Real Mother for Ya〉가 그의 최고 차트 출연으로 기록되었다.

## 어린 시절
왓슨은 텍사스주 휴스턴에서 태어났다. 그의 아버지 존 주니어는 피아니스트였고 그의 아들에게 악기를 가르쳤다. 그러나 어린 왓슨은 즉시 기타의 소리에 끌렸고, 특히 T-본 워커와 클래런스 "게이트마우스" 브라운이 연주한 일렉트릭 기타에 끌렸다.
설교자인 그의 할아버지 또한 음악적이었다. "우리 할아버지는 교회에서 기타를 칠 때 노래를 부르곤 했어요."라고 왓슨은 수년 후를 회상했다. 조니가 11살이었을 때, 그의 할아버지는 만약 그 소년이 "악마의 음악"을 연주하지 않는다면, 그에게 기타를 주겠다고 제안했다. 그의 부모는 그가 15살이었던 1950년에 헤어졌다. 그의 어머니는 로스앤젤레스로 이사했고, 왓슨을 데리고 갔다.

## 사망 및 물질적 손실
왓슨은 1996년 5월 17일 일본 요코하마에서 투어를 하던 중 무대에서 쓰러지면서 심장마비로 사망했다. 그의 유해는 캘리포니아주 글렌데일의 포리스트 론 메모리얼 파크 공동묘지에 묻혔고 그레이트 묘지, 영속적인 명예 성지, 홀리 테라스 입구에 묻혔다.
2019년 6월 25일, 《뉴욕 타임스》는 2008년 유니버설 화재에서 자료가 파괴된 수백 명의 아티스트들 중 조니 "기타" 왓슨을 열거했다.

## 음반 목록
- 1958 Gangster of Love (King)
- 1963 I Cried for You (Cadet 4056) (featuring Watson on piano)
- 1963 Johnny Guitar Watson (King)
- 1964 The Blues Soul of Johnny Guitar Watson
- 1965 Larry Williams Show with Johnny Guitar Watson (guest musician)
- 1967 Bad
- 1967 In the Fats Bag
- 1967 Two for the Price of One (with Larry Williams)
- 1973 Listen (Fantasy 9437)
- 1975 I Don't Want to Be Alone, Stranger (Fantasy 9484)
- 1975 The Gangster Is Back
- 1976 Ain't That a Bitch (DJM 3)
- 1976 Captured Live
- 1977 A Real Mother for Ya
- 1977 Funk Beyond the Call of Duty (DJM 714)
- 1978 Watsonian Institute- Master Funk" (DJlPA-13)
- 1978 Giant (DJM 19)
- 1978 Gettin' Down with Johnny "Guitar" Watson
- 1979 What the Hell Is This? (DJM 24)
- 1979 Watsonian Institute - Extra Disco Perception (DJM 27)
- 1980 Love Jones
- 1981 Johnny "Guitar" Watson and the Family Clone
- 1982 That's What Time It Is
- 1984 Strike on Computers
- 1985 Hit the Highway
- 1992 Plays Misty
- 1994 Bow Wow (Wilma 71007)